# Plebicula crassopuncta
Plebicula crassopuncta är en fjärilsart som beskrevs av Ruggero Verity 1943. Plebicula crassopuncta ingår i släktet Plebicula och familjen juvelvingar. Inga underarter finns listade i Catalogue of Life.